# پتی ولان
پتی ولان (به لاتین: Petit Vélan) یک کوه در سوئیس است که در کانتون وله واقع شده‌است. پتی ولان ۳٬۲۲۲ متر بالاتر از سطح دریا واقع شده‌است.